# سوسه مایریک
سوسه مایریک (ارمنی: Սոսէ Մայրիկ؛ ۱۸۶۸ – ۱۹۵۳) یک فدایی زن ارمنی بود.
با نام اصلی سوسه واردانیان (ارمنی: Սոսե Վարդանյան به دنیا آمد. وی توسط همسرش آغبیور سروب به خاطر شجاعت او و نگرانی مادر برای جوانان ارمنی وی را "mayrig" (به زبان ارمنی به معنی "مادر") نامید.
وی در بسیاری از نبردهای فدائیان شرکت نمود. در سال ۱۸۹۸ میلادی پس از «نبرد بابشن»، سوسه و سروب به ساسون پناه بردند. در سال ۱۸۹۹ میلادی به همراه پسرش، سروب و برادران سروب در نبردی بر ضد گردان ترکان شرکت جست: سروب، پسرشان و برادران سروب کشته شدند در عین حال سوسه مایریک مجروح شد. پس از شورش ساسون در سال ۱۹۰۴ میلادی وی ابتدا به وان و سپس به قفقاز نقل مکان نمود؛ دیگر پسر سوسه مایریک و سروب در حین یک قتل‌عام در ارزروم کشته شد. پس از سال ۱۹۲۰ میلادی سوسه مایریک در کنستانتینوپل و سپس در مصر زندگی نمود جایی که وی در سال ۱۹۵۳ میلادی درگذشت. بقایای وی به گورستان نظامی یرابلور در ایروان منتقل شد.

## نگارخانه

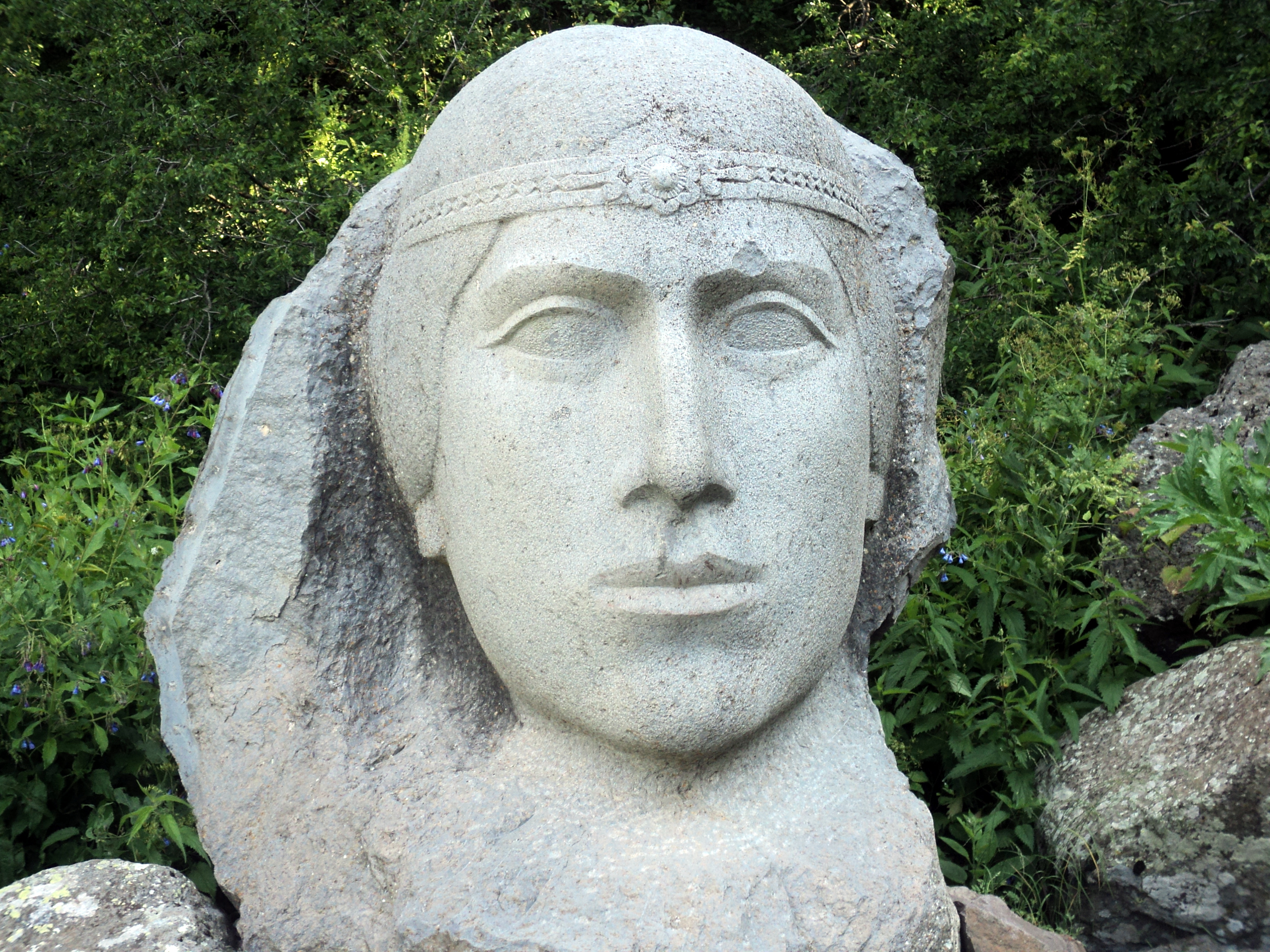
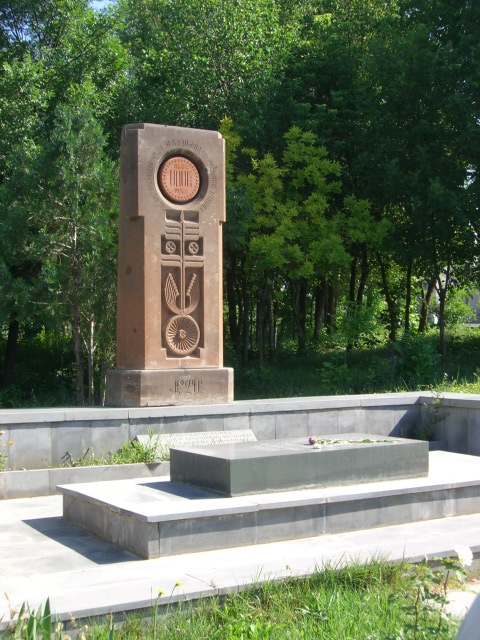
آرامگاه سوسه مایریک